# Баймуратов Михайло Олександрович
Баймура́тов Миха́йло Олекса́ндрович (нар. 13 жовтня 1954, Одеса) — український правознавець, політик, доктор юридичних наук (1998), професор, Заслужений діяч науки і техніки України (2004), дійсний член — академік Української Академії наук національного прогресу (на цей час — Українська академія наук).

## Біографія
Михайло Баймуратов народився 13 жовтня 1954 року в м. Одесі у родині робітників.
У 1973 році закінчив Одеське базове медичне училище з відзнакою за спеціальністю «фельдшер».
У 1982 році закінчив заочне відділення юридичного факультету Одеського державного університету ім. І. І. Мечникова з відзнакою зі спеціальності «Правознавство».
З 1982 по 1992 рік — викладач, асистент, доцент (за сумісництвом) кафедри конституційного та міжнародного права Одеського державного університету ім. І. І. Мечникова та одночасно начальник відділу кадрів Одеського виробничого об'єднання «Електрик» Українського товариства глухих.
У 1993 році захистив кандидатську дисертацію з конституційного права «Організаційно-правові форми забезпечення місцевими Радами народних депутатів співробітництва споріднених міст».
Вчене звання доцента по кафедрі конституційного та міжнародного права присвоєно у 1995 р.
1996 року захистив докторську дисертацію з конституційного права "Міжнародне співробітництво органів місцевого самоврядування України"
Вчене звання професора по кафедрі міжнародного права і міжнародних відносин  присвоєно у 2001 р.
З 1997 року — доцент кафедри міжнародного права та міжнародних відносин Одеської національної юридичної академії. У 2002—2005 роках — проректор з наукової роботи цієї ж академії. З 2005 р. — професор, завідувач кафедри правознавства в Маріупольському державному гуманітарному університеті, а з 2008 р. — завідувач кафедри конституційного, адміністративного та міжнародного права.
З 2007 року є головним науковим консультантом Інституту законодавства Верховної Ради України та головним науковим співробітником Представництва Європейської організації публічного права в Україні.
У 2015 році був включений у персональний склад Конституційної Комісії при Президентові України.
Член Комісії з питань правової реформи при Президентові України (2019).
З 2019 року - член Науково-консультативної Ради при Конституційному Суді України
З 2020 року - член Науково-консультативної Ради при Голові Верховної Ради України

## Наукова і громадська діяльність
Михайло Баймуратов займається проблемами конституційного права України та зарубіжних держав, муніципального права, міжнародного публічного та приватного права, міжнародних відносин. Є автором та співавтором понад 150 публікацій, в тому числі 15 монографій, 5 підручників та 4 навчальних посібників. Підготував 29 кандидатів та 5 докторів юридичних наук. Член спеціалізованих вчених рад низки вищих навчальних та наукових закладів в Україні та Молдові. Учасник та викладач українсько-американської програми з порівняльного державного будівництва та управління (1995); учасник та викладач міжнародної програми TACIS з права Європейського Союзу (2003—2004).
2006—2010 рр. — депутат Одеської обласної ради.
У 2005-2006 роках — член виконавчого комітету Одеської міської ради, голова Інвестиційної Ради при Одеському міському голові.
Брав участь у діяльності Інституту демократії та прав людини.
У 2001—2009 роках — член Державної акредитаційної комісії з права Міністерства освіти України. У 2009—2013 роках — член Державної акредитаційної комісії з державного управління Міністерства освіти України.

## Нагороди
- Нагрудний знак «За наукові досягнення»[2]
- Відмінник освіти України[2]
- Заслужений діяч науки і техніки України (2004)[5]
- Відзнака Президента України "За оборону України" (2022)

## Основні праці
- Баймуратов М. О. Міжнародне публічне право//Підручник; Ін-т законодавства Верх. Ради України,  Київ: Фенікс, 2018. — 760 с
- Баймуратов М. О. Міжнародне право//Підручник; Одеська нац. юрид. акад.. — 3-тє вид. — Харків: Одіссей, 2002. — 672 с.
- Баймуратов М. О. Європейські стандарти регіонального самоврядування: актуальні питання конституційно-правового забезпечення в Україні: монографія / М. О. Баймуратов, Є. А. Василькова ; Маріуп. держ. ун-т. — Київ: Фенікс, 2013. — 215 с
- Баймуратов М. О. Зоріна О.І.Офшорні зони у сучасному всесвіті: питання теорії та практики: монографія /Київ: Фенікс, 2010. — 173 с.
- Баймуратов М. О. Інтеграційне право в умовах глобалізаційних процесів: концептуальні та методологічні підходи//Маріуп. держ. ун-т, Представництво Європ. орг. публ. права в Україні. — Київ: Фенікс, 2015. — 616 с\
- Баймуратов М.О., Кофман Б.Я., Старинець А.Г. [Архівовано 8 жовтня 2019 у Wayback Machine.][Архівовано 8 жовтня 2019 у Wayback Machine.] Безпека информаційних систем. Директива Європейського Парламенту та Ради (ЄС), архів публікацій 2019р
- Баймуратов М.О., Кофман Б.Я., Панасюк С.О. Європейська хартія локальної демократії від "А до Я" [Архівовано 8 жовтня 2019 у Wayback Machine.], архів публікацій 2017р
- Баймуратов М.О., Кофман Б.Я., Панасюк С.О. Європа регіонів: трансграничне співробітництво [Архівовано 8 жовтня 2019 у Wayback Machine.], архів публикацій 2017р
- Баймуратов М.О., Бочарова Н.В., Кофман Б.Я.Конституційно-правовий простір місцевого самоврядування України як складова частина Європейського правового простору локальної демократії.The European dimension of modern legal science: Scientific monograph. Riga, Latvia: «Baltija Publishing», 2022. 548 p.Р.26-56.

- Баймуратов М.О., Кофман Б.Я., Наумкіна С.М.Організаційно-нормативна парадигма ювенальної превенції в територіальній громаді: Роль органів місцевого самоврядування в її формуванні та реалізації в умовах миру та воєнного стану.Dnipropetrovsk State University of Internal Affairs): Scientific monograph. Riga, Latvia : «Baltija Publishing», 2023. 552 p. Р.9-41.

- Kurylina, O. ., Baimuratov, M.,Kofman, B., Bobrovnik, D., Voitovych, N.ANÁLISE DE CASOS DE SUCESSO DE REFORMAS ANTICORRUPÇÃO E SUA IMPLEMENTAÇÃO NA UCRÂNIA DEPOIS DA GUERRA. Lex Humana (ISSN 2175-0947), 15(3), 260–271. Recuperado de https://seer.ucp.br/seer/index.php/LexHumana/article/view/2607. (Scopus).
- Баймуратов М.О., Кофман Б.Я.Парадигма «права людини – муніципальні права людини – муніципальна людина» як стратегічно-базовий напрям у формуванні та функціонуванні демократичної правової державності.Правовий часопис Донбасу/ LAW JOURNAL OF DONBASS No 4(81) vol. 1, 2022. С.3-9.
- Баймуратов М.О., Кофман Б.Я.Україна у системі міжнародного європейського транскордонного співробітництва: до визначення  парадигми нормативного забезпечення.Південно-український правничий часоптс. №4. 2022. С.117-189.
- Баймуратов М.О., Кофман Б.Я.   «Муніципальна людина»: параметральні ознаки, поняття,роль і значення в формуванні і функціонуванні локальної демократії та демократичної правової державності.Електронне наукове видання «Аналітично-порівняльне правознавство».№5 2022.. С.37-45.
- Баймуратов М.О., Бочарова Н.В., Кофман Б.Я.Конституційний дизайн міського самоврядування в контексті вирішення проблем ХХІ століття.SCIENTIFIC PRACTICE: MODERN AND CLASSICAL RESEARCH METHODS: WITH PROCEEDINGS OF THE IV INTERNATIONAL SCIENTIFIC AND PRACTICAL CONFERENCE. MAY 26, 2023 • BOSTON, USA 393с. С.81-87.
- Baymuratov M., Kofman B.Conceptualization of the administrative paradigm "human rights - municipal human rights - municipal person" as a fundamental strategic tendency in the formation and functioning of a democratic rule of law. III International Scientific and Practical Conference «Modern science: actual problems», March 21-22, 2023, Manchester. UK. 63 p. Р. 33-41.
- Баймуратов М.О., Кофман Б.Я.Інформаційна складова парадигми "права людини – муніципальні права людини – муніципальна людина" в контексті її визначальної ролі у формуванні та функціонуванні правового простору місцевого самоврядування.INFORMATION ACTIVITY AS A COMPONENT OF SCIENCE DEVELOPMENT . Proceedings of the XIII International Scientific and Practical Conference. Edmonton, Canada April 04 – 07, 2023 Р.132-141.
- Baymuratov M., Kofman B.«Municipal values»: to determine the parameteral signs of phenomenology. I International Scientific and Practical Conference «Modern science: fundamental and applied aspects», May 30-31, 2023, Beijing. China. 67p. Р.6-14.
- Baimuratov M.O., Kofman B.Y.The paradigm «human rights – municipal human rights – municipal person» and its constituent significance for the formation and functioning of the legal space of local government. Scientific advances and innovative approaches. IV International Scientific and Practical Conference. April 27-28 2023, Tokyo. Japan. 126 p. Р.48-54.
- Баймуратов М., Кофман Б.Управлінська гуманістично самоврядна парадигма як стратегічно-базовий напрям у формуванні та функціонуванні демократичної правової державності.The 11th International scientific and practical conference “Actual problems of learning and teaching methods” (December 06 - 09, 2022) Vienna, Austria. International Science Group. 2022.
- Баймуратов М.О., Кофман Б.Я.Людина, особистість та громадянин в місцевому самоврядуванні: питання модифікації в умовах глобалізації.Problems of the development of science and the view of society: Proceedings of the XI International Scientific and Practical Conference Graz, Austria. March 21 – 24, 2023. Р.119-127
- Баймуратов М.О., Кофман Б.Я.Роль місцевого самоврядування в правовій соціалізації людини.Features of the development of modern science in the pandemic’s era: collection of scientific papers «SCIENTIA» with Proceedings of the III International Scientific and Theoretical Conference, December 9, 2022. Berlin, Germany: European Scientific Platform.Р.55-60.
- Баймуратов М.О., Кофман Б.Я.Правовий простір місцевого самоврядування як простір самоорганізації, самоідентифікації, самодіяльності людини.The 12th International scientific and practical conference “Current challenges, trends and transformations” (December 13 - 16, 2022) Boston, USA. International Science Group. 2022. 673 p.Р. 216-224.
- Примітки

1. 1 2 3 4  Баймуратов Михайло Олександрович - Енциклопедія Сучасної України. esu.com.ua. Архів оригіналу за 22 грудня 2021. Процитовано 4 жовтня 2019.
2. 1 2 3 4 5  Баймуратов Михайло Олександрович. www.logos-ukraine.com.ua. Архів оригіналу за 23 вересня 2015. Процитовано 4 жовтня 2019.
3. ↑  УКАЗ ПРЕЗИДЕНТА УКРАЇНИ №190/2015. Офіційне інтернет-представництво Президента України (ua) . Архів оригіналу за 17 жовтня 2018. Процитовано 4 жовтня 2019.
4. ↑  Президент затвердив склад Комісії з питань правової реформи - Юридична Газета. yur-gazeta.com. Архів оригіналу за 23 вересня 2019. Процитовано 4 жовтня 2019.
5. 1 2  МДУ - Економіко-правовий факультет | Конституційного, адміністративного та міжнародного права. www.mdgu.com.ua. Процитовано 4 жовтня 2019.
6. ↑  Баймуратов Михайло Олександрович — вся правда Біографія, Балотування, Фракції, Декларація. www.chesno.org. Процитовано 4 жовтня 2019.